# Саичич, Александр
Александр «Лексо» Саичич (серб. Александар Лексо Саичић; 5 августа 1873, Виницка — 7 апреля 1911, Цетине) — черногорский и российский офицер, участник русско-японской войны. Прославился тем, что в бою на мечах одолел японского самурая. По национальности черногорский серб.

## Биография
Происходит из рода Васоевичей. Окончил основную школу в Цетине под покровительством князя Николая. Гимназию окончил в Дубровнике, после чего поступил в Белградскую пехотную школу младших офицеров. В течение трёх лет нёс службу в Черногории в качестве адъютанта васоевичской бригады. Дослужившись до звания поручика гвардии, продолжил обучение в Константинополе, где также отслужил три года. Участвовал в русско-японской войне в составе черногорского отряда Йована Липоваца.
Александр был мастером военного дела: он мог седлать коня на полном скаку, пролезать под ним при скачке (по некоторым источникам, на ярмарке он даже перескочил через двух волов). Также Саичич был мастером фехтования: обычной палкой он мог выбить саблю из рук противника, а в дуэли против итальянского учителя фехтования ловко обезоружил своего противника и обратил в бегство.
В 1905 году, когда русские войска находились на Сыпингайских позициях в Восточной Маньчжурии, японцы отправили своего посла в русский штаб: тот предложил провести поединок русского офицера против японского самурая. Саичич вызвался на бой. Противником храброго серба был японский самурай в тяжёлых доспехах. Оба вступили в бой, оседлав лошадей: этот поединок был очень упорным. Японец рассёк лоб Саичичу, на что тот ответил смертельным выпадом. Спустя пару секунд конь самурая поскакал назад, волоча мёртвое тело хозяина. За сто метров до японских шеренг труп поверженного японца упал на землю. Александр подъехал к нему, поклонился и тотчас же умчался обратно.
Русские солдаты приветствовали победителя аплодисментами. С тех пор поручик Лексо Саичич получил прозвище «Муромец». Император Николай II даже распорядился выписать ему пожизненную пенсию, которая составляла сорок наполеондоров (300 рублей) ежегодно. До конца войны Саичич командовал эскадроном Приморского драгунского полка.
Александр был награждён орденами Святой Анны I и II степеней, Святого Станислава II и III степеней (оба с мечами), Святого Владимира III степени с мечами, медалью за ранение, Орденом Короны Италии IV степени, Орденом Князя Данило Первого IV степени, а также серебряной медалью за храбрость и памятной медалью к 50-летию короля Николы.
7 апреля 1911 года в королевском дворце, где находился Саичич, произошёл пожар. Лексо вбежал на четвёртый этаж и стал спасать и сбрасывать вниз бесценные вещи. Спасаясь от огня, он вынужден был спрыгнуть с четвёртого этажа прямо на брусчатую мостовую, однако прыжок оказался смертельным, капитан погиб на месте. Его похоронили со всеми воинскими почестями. Оставил сына Владимира.

## Память
Сабля Александра Саичича, которой он одолел японского самурая, сейчас хранится в одном из военных музеев Москвы. Поручику также посвящена черногорская народная песня.